# Hartennes-et-Taux
Hartennes-et-Taux är en kommun i departementet Aisne i regionen Hauts-de-France i norra Frankrike. Kommunen ligger  i kantonen Oulchy-le-Château som ligger i arrondissementet Soissons. År 2022 hade Hartennes-et-Taux 341 invånare.

## Befolkningsutveckling
Antalet invånare i kommunen Hartennes-et-Taux
Referens: INSEE